# Aristolochia floribunda
Aristolochia floribunda Lem. – gatunek rośliny z rodziny kokornakowatych (Aristolochiaceae Juss.). Występuje endemicznie w Peru i Brazylii (w stanach Acre, Amazonas oraz Pará).

## Morfologia
LiścieMają nerkowaty kształt. Nasada liścia ma sercowaty kształt. Ze spiczastym wierzchołkiem.
KwiatyZebrane w gronach.
Gatunki podobneJest podobny do A. cauliflora, ale różnią się kształtem liści.